# FIRA Women's European Championship 2001
El FIRA Women's European Championship (Campeonato Europeo de Rugby Femenino) de 2001 fue la sexta edición del torneo femenino de rugby.

## Equipos participantes
- Selección femenina de rugby de Escocia
- Selección femenina de rugby de España
- Selección femenina de rugby de Francia
- Selección femenina de rugby de Gales
- Selección femenina de rugby de Kazajistán
- Selección femenina de rugby de Inglaterra
- Selección femenina de rugby de Irlanda
- Selección femenina de rugby de Italia

## Resultados

### Cuartos de final
- Los perdedores avanzan a la copa de plata

| 6 de mayo | Irlanda | 9 - 45 | Francia |  |  |

| 6 de mayo | Escocia | 13 - 3 | Gales |  |  |

| 6 de mayo | España | 34 - 3 | Italia |  |  |

| 6 de mayo | Inglaterra | 29 - 15 | Kazajistán |  |  |

### Semifinal de Plata
| 10 de mayo | Irlanda | 10 - 15 | Gales |  |  |

| 10 de mayo | Kazajistán | 20 - 0 | Italia |  |  |

### Semifinales Campeonato
| 10 de mayo | España | 15 - 8 | Inglaterra |  |  |

| 10 de mayo | Francia | 6 - 9 | Escocia |  |  |

### Séptimo puesto
| 12 de mayo | Irlanda | 9 - 8 | Italia |  |  |

### Quinto puesto
| 12 de mayo | Gales | 17 - 7 | Kazajistán |  |  |

### Tercer puesto
| 12 de mayo | Francia | 23 - 34 | Inglaterra |  |  |

### Final
| 12 de mayo | Escocia | 15 - 3 | España |  |  |

| Bandera de Escocia |
| Campeón Escocia    |
| Primer título      |